# Moxostoma hubbsi
Moxostoma hubbsi és una espècie de peix de la família dels catostòmids i de l'ordre dels cipriniformes.

## Morfologia
- Pot assolir els 72 cm de longitud total,[5] encara que la seua mida normal és de 47,5.
- Boca en posició inferior i amb un aparell faringi que té dents disposades en un arc al voltant de l'obertura de l'esòfag.[6][7][8][5]

## Reproducció
Assoleix la maduresa sexual en arribar als 10 anys de vida i es reprodueix des de finals del juny fins a principis del juliol (quan la temperatura de l'aigua varia entre 18 i 26 °C).

## Alimentació
Es nodreix quasi exclusivament de mol·luscs, les petxines dels quals aconsegueix aixafar gràcies al seu aparell faringi equipat amb dents que s'assemblen als molars.

## Hàbitat i distribució geogràfica
És un peix d'aigua dolça, demersal i de clima temperat (50°N-45°N), el qual es troba a Nord-amèrica: la conca del riu Sant Llorenç al sud-oest del Quebec (el Canadà).

## Estat de conservació
Apareix a la Llista Vermella de la UICN a causa de la degradació i fragmentació del seu hàbitat a conseqüència de les activitats humanes (la sedimentació, la navegació fluvial, la contaminació de l'aigua, la introducció d'espècies exòtiques -el musclo zebrat, la carpa i la tenca, entre d'altres-, l'expansió urbana, els dragatges, la pèrdua de diversitat genètica
, les pràctiques agrícoles, la construcció de preses i les activitats recreatives -natació, pesca esportiva, caiac, etc.-).

## Observacions
La seua longevitat és de 30 anys.